# Ordensburg Kandau
Die Überreste der Ordensburg Kandau (lettisch Kandavas pilsdrupas) befinden sich bei Kandava (deutschbaltisch: Kandau) in Lettland. Die Burg war eine Ordensburg des Livländischen Ordens, später Verwaltungssitz des Herzogtums Kurland und Semgallen.

## Geschichte
Eine kurische Burg am Ort, an der Straße von Riga über Goldingen nach Preußen, wurde bereits 1231 urkundlich erwähnt. Im Kurenvertrag von 1253 wurde der Ort der Herrschaft des Livländischen Ordens unterstellt, die Ordensburg vermutlich bald danach errichtet. Für das Jahr 1318 ist bezeugt, dass die Burg Kandau bereits bestand, da sich damals Ordensmeister Gerhard von Jork dort aufgehalten hat. Von 1383 bis 1560 sind 17 Vögte von Kandau als Gebietiger überliefert.
Zur Zeit des Herzogtums Kurland wurde Burg Kandau zum Verwaltungszentrum der Hauptmannschaft Candau. Herzog Jakob Kettler baute auf den Resten der erwähnten mittelalterlichen Befestigung den Pulverturm mit einem vierstöckigen Dach.
Am 16. Juni 1659 besetzten die Schweden Burg Kandau. Im Großen Nordischen Krieg wurde im August 1701 die Region Kandau erneut von den Schweden besetzt. 1705 kam die Burg unter russische und 1706 wieder unter schwedische Besatzung. Ab Jahr 1840 wurde die Burgruine für den Bau der umliegenden Häuser genutzt, bis 1870 das Schlosstor und einige Mauerfragmente erhalten blieben.
Im 19. Jahrhundert kam der Pulverturm an der Ostseite der Burg in Privatbesitz und wurde bis in die 1930er Jahre als Wohnhaus genutzt. Im Jahre 1902 wurde der Park im Bereich der Burgruine angelegt. Neben dem Pulverturm wurde 1935 der Hain der Einheit (Vienibas birze) gepflanzt.

## Bauwerk
Die Burg bestand aus einem rechteckigen, etwa 30 m breiten Hauptbau, den ein 150 m langer, 50 m breiter Burgbering umgab. An dessen Ostseite, außerhalb des Burgberinges, stand am Abhang zum Fluss Abau der Danskerturm. Nördlich des Hauptbaus befand sich ein breiter Parcham, südlich eine größere Vorburg.

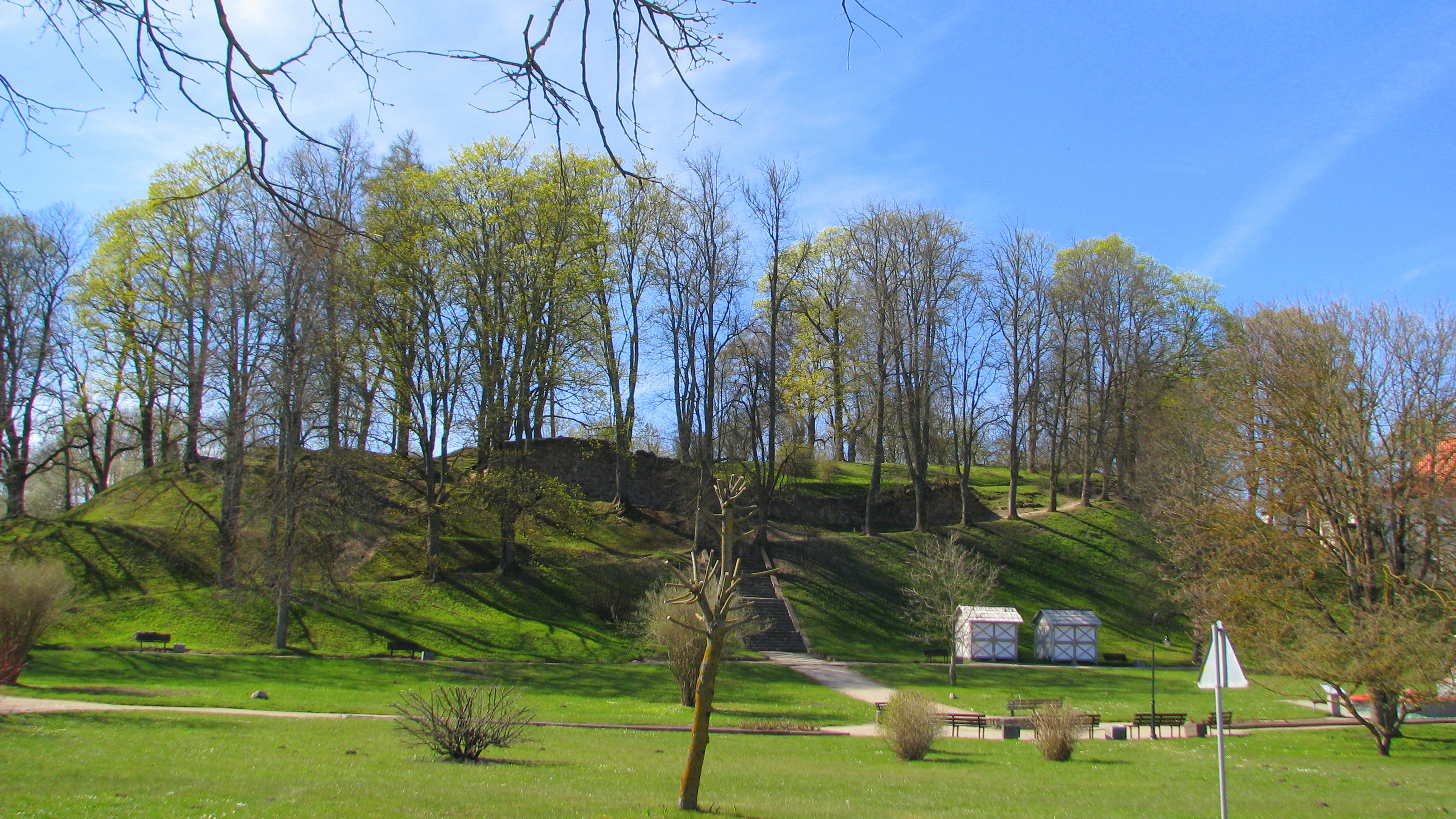
Burgberg
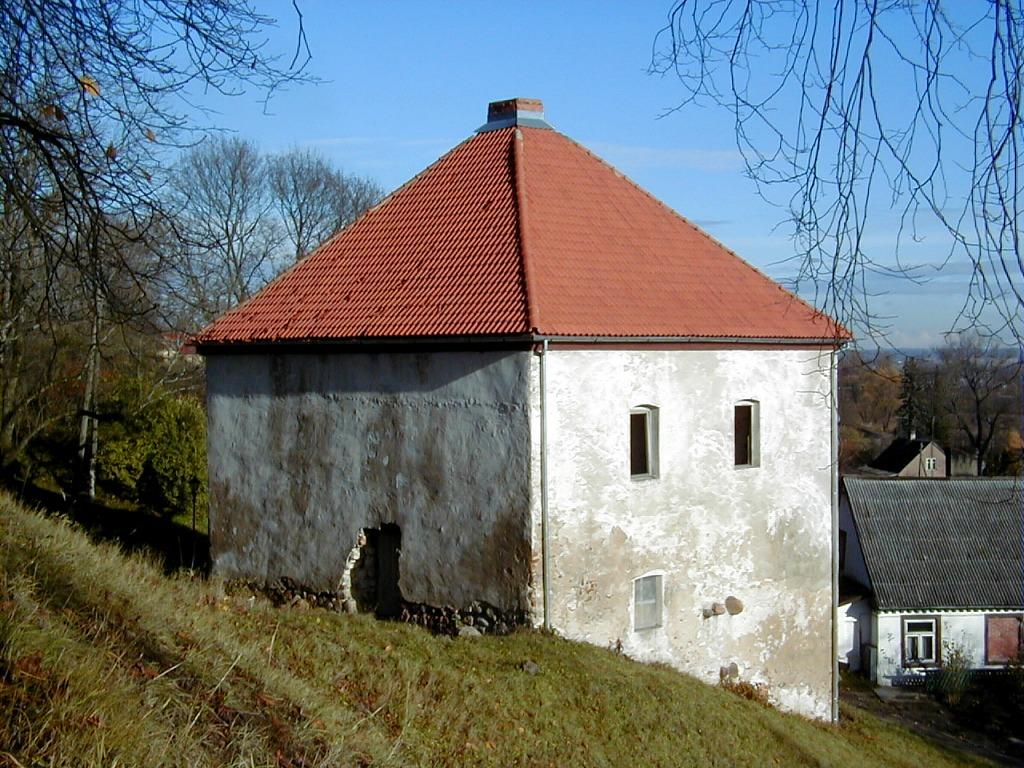
Pulverturm
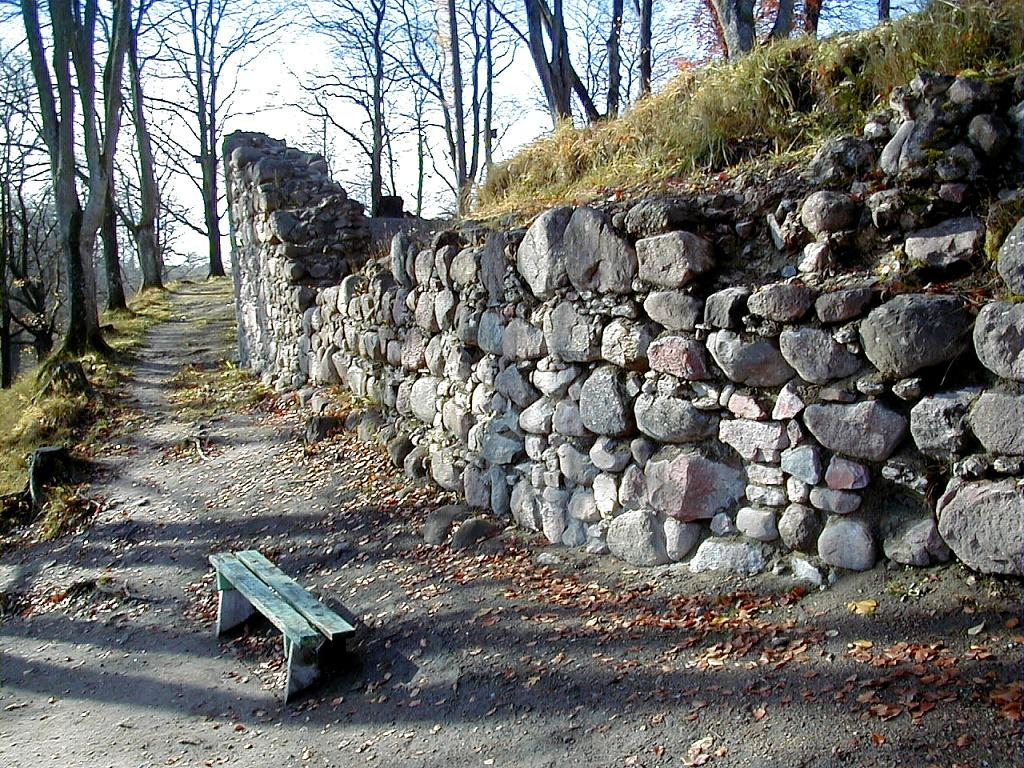
Mauerreste